# USS Straub (DE-181)
USS Straub (DE-181) là một tàu hộ tống khu trục lớp Cannon từng phục vụ cùng Hải quân Hoa Kỳ trong Chiến tranh Thế giới thứ hai. Nó là chiếc tàu chiến thứ hai của Hải quân Hoa Kỳ được đặt cái tên này, theo tên Trung úy Hải quân Walter Morris Straub (1919-1942), người từng phục vụ trên tàu tuần dương hạng nhẹ Atlanta (CL-51) và đã tử trận trong trận Hải chiến Guadalcanal vào ngày 13 tháng 11, 1942. Nó đã phục vụ cho đến khi chiến tranh kết thúc, xuất biên chế năm 1947, rồi được rút đăng bạ năm 1973 và bị bán để tháo dỡ một năm sau đó.

## Thiết kế và chế tạo
Lớp Cannon có thiết kế hầu như tương tự với lớp Buckley dẫn trước; khác biệt chủ yếu là ở hệ thống động lực Kiểu DET (diesel electric tandem). Các động cơ diesel đặt nối tiếp nhau dẫn động máy phát điện để cung cấp điện năng quay trục chân vịt cho con tàu. Động cơ diesel có ưu thế về hiệu suất sử dụng nhiên liệu, giúp cho lớp Cannon cải thiện được tầm xa hoạt động, nhưng đánh đổi lấy tốc độ chậm hơn.
Vũ khí trang bị bao gồm ba pháo 3 in (76 mm)/50 cal trên tháp pháo nòng đơn có thể đối hạm hoặc phòng không, một khẩu đội pháo phòng không Bofors 40 mm nòng đôi và tám pháo phòng không Oerlikon 20 mm. Vũ khí chống ngầm bao gồm một dàn súng cối chống tàu ngầm Hedgehog Mk. 10 (có 24 nòng và mang theo 144 quả đạn); hai đường ray Mk. 9 và tám máy phóng K3 Mk. 6 để thả mìn sâu. Con tàu vẫn giữ lại ba ống phóng ngư lôi Mark 15 21 inch (533 mm). Thủy thủ đoàn đầy đủ bao gồm 15 sĩ quan và 201 thủy thủ.
Cái tên Straub thoạt tiên được đặt cho chiếc DE-77, một tàu hộ tống khu trục lớp Buckley, nhưng được chuyển giao cho Anh Quốc theo Chương trình Cho thuê-Cho mượn (Lend-Lease) và phục vụ như tàu frigate HMS Braithwaite (K468). Straub (DE-181) được đặt lườn tại xưởng tàu của hãng Federal Shipbuilding and Drydock Company ở Newark, New Jersey vào ngày 7 tháng 6, 1943. Nó được hạ thủy vào ngày 19 tháng 9, 1943, được đỡ đầu bởi bà Margaret H. Straub, mẹ Trung úy Straub, và nhập biên chế cùng Hải quân Hoa Kỳ tại Xưởng hải quân Brooklyn vào ngày 25 tháng 10, 1943 dưới quyền chỉ huy của Hạm trưởng, Thiếu tá Hải quân James Truesdale Kilbreth.

## Lịch sử hoạt động

### Mặt trận Đại Tây Dương
Khởi hành từ New York vào ngày 11 tháng 11, 1943, Straub tiến hành chạy thử máy huấn luyện tại khu vực Bermuda trong khoảng một tháng, và quay trở về New York vào ngày 13 tháng 12. Tại đây nó gia nhập cùng Đoàn tàu UGS-28, và hộ tống chúng đi đến Norfolk, Virginia, trước khi bắt đầu vượt Đại Tây Dương hướng sang khu vực quần đảo Azores. Đi đến đảo Terceira, Azores vào ngày 8 tháng 1, 1944, nó ở lại khu vực này để hoạt động tuần tra chống tàu ngầm cho đến ngày 16 tháng 1, khi được cho tách ra để gia nhập Đội đặc nhiệm 21.11, và tháp tùng tàu sân bay hộ tống Mission Bay (CVE-59) để cùng hướng sang Casablanca, Maroc.
Đội đặc nhiệm đi đến Casablanca vào ngày 25 tháng 1, và Straub lập tức lên đường để quay trở về nhà, về đến New York vào ngày 6 tháng 2. Nó được đại tu trước khi lại lên đường vào ngày 20 tháng 2 để đi sang Recife, Brazil, trong thành phần hộ tống chống tàu ngầm của Đội đặc nhiệm 27.2 để bảo vệ cho các tàu sân bay hộ tống Mission Bay và Wake Island (CVE-65). Sau khi đi đến Recife, nó trình diện để phục vụ cùng Đệ Tứ hạm đội, rồi tiếp tục đi đến Rio de Janeiro vào ngày 7 tháng 3; con tàu được cho tách ra để hướng đến Montevideo, Uruguay.
Sau khi ở lại Rio Grande do Sul, Brazil trong ba ngày, Straub viếng thăm Bahia, Brazil từ ngày 17 đến ngày 28 tháng 3 trước khi ra khơi vào ngày 31 tháng 3. Gia nhập Đội đặc nhiệm 41.6, vốn được hình thành chung quanh tàu sân bay hộ tống Solomons (CVE-67), nó hoạt động tuần tra chống tàu ngầm tại khu vực Nam Đại Tây Dương cho đến ngày 12 tháng 4. Đội đặc nhiệm quay trở về Recife trong hai ngày để nghỉ ngơi và tiếp liệu, rồi lại lên đường vào ngày 14 tháng 4 để tiếp tục truy lùng tàu ngầm U-boat đối phương. Cả lượt tuần tra thứ hai từ ngày 14 đến ngày 30 tháng 4, lẫn lượt tuần tra thứ ba từ ngày 4 đến ngày 20 tháng 5, đều không đem lại kết quả. Sau một đợt sửa chữa tại Recife kéo dài trong 11 ngày, con tàu lại cùng Đội đặc nhiệm 41.6 rời cảng vào ngày 31 tháng 5 cho lượt tuần tra thứ tư.
Vào ngày 15 tháng 6, một máy bay tuần tra xuất phát từ Solomons đã phát hiện một tàu ngầm U-boat Đức di chuyển trên mặt nước tại một vị trí về phía Nam Saint Helena. Straub cùng với tàu chị em Herzog (DE-178) được phái đến địa điểm để truy tìm và tấn công đối thủ. Tuy nhiên cùng lúc đó, sáu máy bay khác từ chiếc tàu sân bay hộ tống đã phát hiện, tấn công và đánh chìm chiếc U-860 ở tọa độ 25°27′N 05°30′T / 25,45°N 5,5°T. Khi Straub đến nơi, nó cứu vớt được hạm trưởng, hạm phó cùng 18 thủy thủ của chiếc U-boat, nhưng không tìm thấy một phi công bị mất tích. Những tù binh chiến tranh được chuyển sang vào ngày hôm sau, rồi được đưa lên bờ khi Đội đặc nhiệm 41.6 quay trở về Recife vào ngày 23 tháng 6.
Straub tiếp tục hoạt động tuần tra chống tàu ngầm cùng Solomons trong thành phần Đội hộ tống 41.6 cho đến ngày 22 tháng 8, khi nó được điều sang Đội hộ tống 41.7, và hoạt động tuần tra phối hợp cùng tàu sân bay hộ tống Tripoli (CVE-64) từ căn cứ Recife cho đến ngày 15 tháng 11. Nó lên đường quay trở về New York và ở lại cảng này từ ngày 26 tháng 11 đến ngày 27 tháng 12, khi nó lên đường đi Trinidad ngang qua Key West, Florida. Trong giai đoạn từ ngày 11 đến ngày 30 tháng 1, 1945, nó tiến hành nhiều hoạt động thử nghiệm khác nhau.
Quay trở lại Recife vào ngày 30 tháng 1, Straub ở lại cảng này cho đến ngày 5 tháng 2, khi nó hộ tống cho tàu tuần dương hạng nhẹ Omaha (CL-4) trong một chuyến viếng thăm chính thức đến Montevideo, Uruguay, rồi hộ tống cho Omaha quay trở lại Recife từ ngày 23 đến ngày 28 tháng 3. Nó lên đường vào ngày hôm sau để quay trở về Hoa Kỳ, về đến New York vào ngày 8 tháng 4; và sau một tuần lễ bảo trì nó lên đường để hướng đến Casco Bay, Maine, đến nơi vào ngày 15 tháng 4. Con tàu hoạt động tuần tra chống tàu ngầm tại khu vực cho đến ngày 8 tháng 5, khi nó đi đến New London, Connecticut để hoạt động trong hai tuần như mục tiêu thực hành phục vụ cho việc huấn luyện tàu ngầm.
Di chuyển đến Norfolk, Virginia, Straub gia nhập thành phần hộ tống chống tàu ngầm cho Đoàn tàu UGS-94, và đã vượt Đại Tây Dương đi đến Mers El Kébir, Algeria sau chặng dừng tại Horta thuộc quần đảo Azores. Con tàu quay trở về Hoa Kỳ vào ngày 19 tháng 6, và được sửa chữa tại Boston, Massachusetts từ ngày 19 tháng 6 đến ngày 25 tháng 7. Sau khi hoàn tất, nó đi đến vịnh Guantánamo, Cuba để thực hành huấn luyện, rồi lại lên đường tiếp tục hành trình để chuyển sang Mặt trận Thái Bình Dương. Con tàu băng qua kênh đào Panama trong các ngày 13 và 14 tháng 8, rồi đi đến San Diego, California vào ngày 24 tháng 8. Tuy nhiên lúc nó còn đang trên đường đi, Nhật Bản đã chấp nhận đầu hàng vào ngày 15 tháng 8 giúp kết thúc cuộc xung đột.

### Mặt trận Thái Bình Dương
Lên đường vào ngày 27 tháng 8, Straub gia nhập cùng chiếc Wisconsin (BB-64) để hộ tống chiếc thiết giáp hạm đi sang khu vực quần đảo Hawaii. Sau khi đi đến Trân Châu Cảng vào ngày 4 tháng 9, nó tham gia các hoạt động tuần tra cũng như hộ tống các tàu sân bay trong các nhiệm vụ huấn luyện. Từ ngày 4 tháng 11, con tàu đảm trách vai trò tuần tra quan trắc thời tiết tại khu vực Hawaii, tiếp tục nhiệm vụ này trong suốt hai tháng tiếp theo.
Khởi hành vào ngày 12 tháng 1, 1946, Straub băng qua kênh đào Panama trong các ngày 26 và 27 tháng 1 để quay trở về vùng bờ Đông, đi đến New York vào ngày 1 tháng 2. Sau khi được đại tu nhằm chuẩn bị ngừng hoạt động, nó lên đường đi Green Cove Springs, Florida vào ngày 20 tháng 2, nơi con tàu được cho xuất biên chế vào ngày 17 tháng 10, 1947 và đưa về Đội Green Cove Springs trực thuộc Hạm đội Dự bị Đại Tây Dương. Đang khi vẫn trong thành phần dự bị, nó được kéo đến Charleston, South Carolina vào tháng 10, 1958. Cuối cùng tên nó được cho rút khỏi danh sách Đăng bạ Hải quân vào ngày 1 tháng 8, 1973, và nó bị bán cho hãng Boston Metal Co. tại Baltimore, Maryland vào ngày 18 tháng 6, 1974 và bị tháo dỡ sau đó. Cũng có nguồn thông tin khác cho rằng con tàu bị đánh chìm như một mục tiêu.

## Phần thưởng
Nguồn: Navsource Naval History
|  |  |  |

| Huân chương Chiến dịch Hoa Kỳ | Huân chương Chiến dịch Châu Âu-Châu Phi-Trung Đông | Huân chương Chiến thắng Thế Chiến II |